# Honiara
Honiara je hlavním městem Šalamounových ostrovů a nachází se na ostrově Guadalcanal. K Honiaře patří jediné Mezinárodní letiště Honiara. Podle sčítání lidu v roce 2021 má Honiara 92 344 obyvatel.
Mezi významné městské čtvrti patří Point Cruz, Chinatown, Lungga, Central, Kukum a další. Honiara je též jednou z provincií Šalamounových ostrovů. Město protékají dvě řeky, Mataniko a Lungga. Celková rozloha Honiary činí přibližně 22 km²
Honiara obsahuje většinu hlavních vládních budov a institucí Šalamounových ostrovů. V Honiaře najdeme Národní parlament Šalamounových ostrovů, Honiarskou vysokou školu, Univerzitu jižního Pacifiku Šalamounovy ostrovy nebo Národní muzeum. Politicky je Honiara rozdělena do tří parlamentních volebních obvodů, které volí tři ze 50 členů národního parlamentu. Tyto volební obvody, East Honiara, Central Honiara a West Honiara, jsou tři ze šesti volebních obvodů v zemi, které mají více než 10 000 voličů
V roce 1974 město poprvé navštívila královna Alžběta II. a naposledy v roce 2019 město navštívil současný král Karel III.

## Doprava
Dopravu ve městě zajišťují vozy taxi a velmi frekventovaná a levná autobusová přeprava. Nachází se zde mezinárodní letiště Henderson.

## Klima
Klima ve městě je tropické, viz na teploty vzduchu a moře, srážky.
| Měsíc                     | Led    | Úno     | Bře    | Dub    | Kvě    | Čer     | Čer     | Srp    | Zář    | Říj    | Lis    | Pro    | Rok     |
| ------------------------- | ------ | ------- | ------ | ------ | ------ | ------- | ------- | ------ | ------ | ------ | ------ | ------ | ------- |
| Průměrná teplota přes den | 31 °C  | 30,5 °C | 31 °C  | 31 °C  | 31 °C  | 30,5 °C | 31,5 °C | 30 °C  | 31 °C  | 31 °C  | 32 °C  | 31 °C  | 31 °C   |
| Průměrná teplota přes noc | 24 °C  | 24 °C   | 24 °C  | 23 °C  | 23 °C  | 22 °C   | 22 °C   | 22 °C  | 22 °C  | 23 °C  | 23 °C  | 23 °C  | 23 °C   |
| Teplota moře              | 28 °C  | 28 °C   | 28 °C  | 29 °C  | 28 °C  | 28 °C   | 27 °C   | 27 °C  | 28 °C  | 29 °C  | 29 °C  | 28 °C  | 28 °C   |
| Srážky                    | 139 mm | 127 mm  | 132 mm | 132 mm | 134 mm | 139 mm  | 134 mm  | 130 mm | 121 mm | 128 mm | 142 mm | 143 mm | 1601 mm |

## Partnerská města
- Luganville, Vanuatu

- Mackay, Queensland, Austrálie